# Formatie van Peize
De Formatie van Peize of Peize Formatie (sic, afkorting: PZ) is een geologische formatie in de ondergrond van Nederland die behoort tot de Boven-Noordzee Groep. De Formatie van Peize bestaat uit fluviatiel zand uit het Vroeg Pleistoceen. De formatie vormt een tot 200 meter dik pakket. Op plekken waar tijdens het Laat Pleistoceen door gletsjers stuwwallen zijn opgeworpen komt de formatie soms aan het oppervlak als Preglaciaal zand en grind.

## Beschrijving
De formatie bestaat voornamelijk uit fluviatiel en deltaïsch wit of grijs grof zand en grind. Onderin is de formatie zeer kwartsrijk, bovenin komt meer veldspaat voor. Er komen soms dunne laagjes klei of leem voor. Schelpen komen niet voor en de formatie bevat geen kalk. Onder in de formatie komt soms een laag klei voor, die het Laagpakket van Balk genoemd wordt.
De formatie heeft een ouderdom van het Reuverien (Laat-Plioceen, vanaf 3,6 miljoen jaar geleden) tot het Waalien (Vroeg-Pleistoceen, tot 1,2 miljoen jaar geleden). Het materiaal uit de formatie werd aangevoerd uit het oosten, uit het gebied van de tegenwoordige Oostzee. De rivier die hier verantwoordelijk voor was wordt Eridanos genoemd.

## Stratigrafie
De Formatie van Peize ligt in Noord- en Oost-Nederland boven op de Formatie van Breda (Mioceen) en de Formatie van Oosterhout (Plioceen), beide mariene zanden en kleien. In het westen van Nederland ligt de formatie vaak boven op de eveneens mariene Formatie van Maassluis, hoewel de twee formaties ook gedeeltelijk vertand in elkaar over gaan. Op dezelfde manier ligt de Formatie van Peize in het zuiden gedeeltelijk vertand boven op de Formatie van Waalre, die bestaat uit sedimenten aangevoerd door de Rijn.
Boven in de Formatie van Peize bevinden zich grindlagen met daarin grote stenen, die de Lagen van Hattem genoemd worden. Boven op de Formatie van Peize liggen in het noorden van Nederland de eveneens fluviatiele maar jongere zanden van de formaties van Appelscha, Urk en Sterksel. Deze zanden zijn minder kwartsrijk, kalkrijker en bonter van kleur.
De Formatie van Peize is pas recent gedefinieerd. Vroeger werden de betreffende lagen ingedeeld bij de formaties van Harderwijk, Enschede en Scheemda.